# Ophélie-Cyrielle Étienne
Ophélie-Cyrielle Etienne (Wissembourg, 9 september 1990) is een Franse zwemster. Ze vertegenwoordigde Frankrijk op de Olympische Zomerspelen 2008 in Peking en op de Olympische Zomerspelen 2012 in Londen.

## Carrière
Bij haar internationale debuut, op de Europese kampioenschappen kortebaanzwemmen 2006 in Helsinki, strandde Etienne in de series van de 400 meter vrije slag en de 100 en de 200 meter rugslag. Op de Europese kampioenschappen kortebaanzwemmen 2007 in Debrecen werd Etienne uitgeschakeld in de series van de 400 meter vrije slag en de 100 en de 200 meter rugslag.
Tijdens de Olympische Zomerspelen van 2008 in Peking eindigde Etienne als zevende op de 200 meter vrije slag. Op de 4x100 meter vrije slag eindigde ze samen met Céline Couderc, Alena Poptsjanka en Malia Metella op de zesde plaats, samen met Coralie Balmy, Aurore Mongel en Camille Muffat eindigde ze als vijfde op de 4x200 meter vrije slag. In Rijeka nam Etienne deel aan de Europese kampioenschappen kortebaanzwemmen 2008, op dit toernooi strandde ze in de series van de 100, 200, 400 en de 4x50 meter vrije slag.
Op de wereldkampioenschappen zwemmen 2009 in Rome eindigde Etienne als zevende op de zowel de 400 als de 800 meter vrije slag. Op de 4x200 meter vrije slag eindigde ze samen met Coralie Balmy, Sophie Huber en Camille Muffat op de zevende plaats, samen met Aurore Mongel, Hanna Shcherba en Malia Metella werd ze uitgeschakeld in de series van de 4x100 meter vrije slag. Tijdens de Europese kampioenschappen kortebaanzwemmen 2009 in Istanboel veroverde Etienne de bronzen medaille op zowel de 400 als de 800 meter vrije slag, op de 100 en de 200 meter vrije slag strandde ze in de series.
In Boedapest nam Etienne deel aan de Europese kampioenschappen zwemmen 2010, op dit toernooi sleepte ze de zilveren medaille in de wacht op zowel de 400 als de 800 meter vrije slag. Op de 4x200 meter vrije slag legde ze samen met Coralie Balmy, Margaux Farrell en Camille Muffat beslag op de zilveren medaille, samen met Camille Muffat, Aurore Mongel en Coralie Balmy eindigde ze als zevende op de 4x100 meter vrije slag. Op de wereldkampioenschappen kortebaanzwemmen 2010 in Dubai werd Etienne uitgeschakeld in de series van zowel de 100 als de 400 meter vrije slag, op de 4x200 meter vrije slag veroverde ze samen met Camille Muffat, Coralie Balmy en Mylène Lazare de bronzen medaille.
Tijdens de wereldkampioenschappen zwemmen 2011 in Shanghai eindigde Etienne samen met Coralie Balmy, Charlotte Bonnet en Camille Muffat als vierde op de 4x200 meter vrije slag.
In Debrecen nam de Française deel aan de Europese kampioenschappen zwemmen 2012. Op dit toernooi sleepte ze de bronzen medaille in de wacht op zowel de 200 als de 400 meter vrije slag. Op de Olympische Zomerspelen van 2012 in Londen strandde Etienne in de series van de 200 meter vrije slag, op de 4x200 meter vrije slag legde ze samen met Camille Muffat, Charlotte Bonnet en Coralie Balmy beslag op de bronzen medaille. Tijdens de Europese kampioenschappen kortebaanzwemmen 2012 in Chartres werd de Française uitgeschakeld in de series van de 200 meter vrije slag.

## Internationale toernooien
| Jaar | Olympische Spelen                                            | WK langebaan                                                                     | WK kortebaan                                                  | EK langebaan                                                                 | EK kortebaan                                                                    |
| ---- | ------------------------------------------------------------ | -------------------------------------------------------------------------------- | ------------------------------------------------------------- | ---------------------------------------------------------------------------- | ------------------------------------------------------------------------------- |
| 2006 |                                                              |                                                                                  | geen deelname                                                 | geen deelname                                                                | 12e 400m vrije slag 19e 100m rugslag 17e 200m rugslag                           |
| 2007 |                                                              | geen deelname                                                                    |                                                               |                                                                              | 9e 400m vrije slag 18e 100m rugslag 12e 200m rugslag                            |
| 2008 | 7e 200m vrije slag 6e 4x100m vrije slag 5e 4x200m vrije slag |                                                                                  | geen deelname                                                 | geen deelname                                                                | 38e 100m vrije slag 10e 200m vrije slag 11e 400m vrije slag 9e 4x50m vrije slag |
| 2009 |                                                              | 7e 400m vrije slag 7e 800m vrije slag 10e 4x100m vrije slag 7e 4x200m vrije slag |                                                               |                                                                              | 28e 100m vrije slag · 11e 200m vrije slag · 400m vrije slag · 800m vrije slag   |
| 2010 |                                                              |                                                                                  | 35e 100m vrije slag · 11e 400m vrije slag · 4x200m vrije slag | 400m vrije slag · 800m vrije slag · 7e 4x100m vrije slag · 4x200m vrije slag | geen deelname                                                                   |
| 2011 |                                                              | 4e 4x200m vrije slag                                                             |                                                               |                                                                              | geen deelname                                                                   |
| 2012 | 18e 200m vrije slag · 4x200m vrije slag                      |                                                                                  | geen deelname                                                 | 200m vrije slag · 400m vrije slag                                            | 13e 200m vrije slag                                                             |

## Persoonlijke records
Bijgewerkt tot en met 15 december 2010
Kortebaan
| Afstand         | Tijd    | Datum            | Plaats    |
| --------------- | ------- | ---------------- | --------- |
| 100m vrije slag | 54,47   | 10 december 2009 | Istanboel |
| 200m vrije slag | 1.55,77 | 15 december 2010 | Dubai     |
| 400m vrije slag | 3.59,94 | 12 december 2009 | Istanboel |
| 800m vrije slag | 8.16,20 | 11 december 2009 | Istanboel |

Langebaan
| Afstand         | Tijd    | Datum            | Plaats      |
| --------------- | ------- | ---------------- | ----------- |
| 100m vrije slag | 55,48   | 23 april 2009    | Montpellier |
| 200m vrije slag | 1.57,83 | 13 augustus 2008 | Peking      |
| 400m vrije slag | 4.04,54 | 26 juli 2009     | Rome        |
| 800m vrije slag | 8.24,00 | 12 augustus 2010 | Boedapest   |